# Ponana tabula
Ponana tabula är en insektsart som beskrevs av Delong och Martinson 1973. Ponana tabula ingår i släktet Ponana och familjen dvärgstritar. Inga underarter finns listade i Catalogue of Life.